# Viña del Mar Open
Il Viña del Mar Open è stato un torneo di tennis facente parte del Grand Prix, giocato dal 1981 al 1983 a Viña del Mar in Cile su campi in terra rossa. Nel 1984 è stato declassato a torneo Challenger e si è disputato come evento di questa categoria fino al 1993.
Víctor Pecci detiene il record nel singolare con due trofei vinti così come Hans Gildemeister, il quale con altri 3 titoli vinti nel doppio è primatista anche in quella disciplina.

## Albo d'oro

### Singolare
| Anno | Vincitore             | Finalista         | Punteggio     |
| ---- | --------------------- | ----------------- | ------------- |
| 1993 | Marcelo Ingaramo      | Mauricio Hadad    | 6–1, 6–4      |
| 1992 | Non disputato         | Non disputato     | Non disputato |
| 1991 | Gustavo Giussani      | Gabriel Markus    | 4–6, 6–2, 6–0 |
| 1990 | Non disputato         | Non disputato     | Non disputato |
| 1989 | Carlos Di Laura       | Pedro Rebolledo   | 6–4, 6–4      |
| 1988 | Jim Courier           | Lawson Duncan     | 6–1, 6–1      |
| 1987 | Peter Moraing         | Roberto Azar      | 4–6, 6–1, 6–4 |
| 1986 | Hans Gildemeister (2) | Lawson Duncan     | 6–1, 6–0      |
| 1985 | Hans Gildemeister (1) | Pedro Rebolledo   | 6–3, 6–4      |
| 1984 | Álvaro Fillol         | Hans Gildemeister | 6–4, 6–4      |
| 1983 | Víctor Pecci (2)      | Jaime Fillol      | 2–6, 7–6, 6–4 |
| 1982 | Pedro Rebolledo       | Raúl Ramírez      | 6–4, 3–6, 7–6 |
| 1981 | Víctor Pecci (1)      | José Higueras     | 6–4, 3–6, 7–6 |

### Doppio
| Anno | Vincitori                               | Finalisti                        | Punteggio     |
| ---- | --------------------------------------- | -------------------------------- | ------------- |
| 1993 | Marcelo Rebolledo Martín Rodríguez      | Andrej Merinov Laurence Tieleman | 6–3, 7–6      |
| 1992 | Non disputato                           | Non disputato                    | Non disputato |
| 1991 | Juan Antonio Pino Pérez Mario Tabares   | Gabriel Markus Francisco Yunis   | 6–3, 6–2      |
| 1990 | Non disputato                           | Non disputato                    | Non disputato |
| 1989 | José Luis Clerc Hans Gildemeister (3)   | Richard Ashby Laneal Vaughn      | 7–5, 6–2      |
| 1988 | Ricardo Acuña Luke Jensen               | Pablo Albano Fabian Blengino     | 6–1, 6–4      |
| 1987 | Francisco González Víctor Pecci         | José López Maeso Alberto Tous    | 3–6, 6–3, 6–1 |
| 1986 | Gustavo Luza Gustavo Tiberti (2)        | Craig Campbell Carlos Di Laura   | 6–1, 6–2      |
| 1985 | Hans Gildemeister (2) Belus Prajoux (2) | Ricardo Acuña Ernie Fernandez    | 7–6, 6–3      |
| 1984 | Carlos Gattiker Gustavo Tiberti (1)     | Hans Gildemeister Belus Prajoux  | 6–4, 5–7, 6–3 |
| 1983 | Hans Gildemeister (1) Belus Prajoux (1) | Julio Goes Ney Keller            | 6–3, 6–1      |
| 1982 | Manuel Orantes Raúl Ramírez             | Guillermo Aubone Ángel Giménez   | Abbandono     |
| 1981 | David Carter Paul Kronk                 | Andrés Gómez Belus Prajoux       | 6–1, 6–2      |